# Aeródromo de Las Flores
El Aeródromo de Las Flores (OACI: SAEL) es un aeropuerto ubicado 5 km al sur de la ciudad de Las Flores, Provincia de Buenos Aires, Argentina.
El Servicio Meteorológico Nacional posee una estación meteorológica en el aeródromo.